# Arcticomyces warmingii
Arcticomyces warmingii (Syn. Exobasidium warmingii) ist eine Pilzart der Familie der Nacktbasidienverwandten (Exobasidiaceae) aus der Ordnung Ustilaginomycotina. Sie ist ein Endoparasit von Steinbrechen (Saxifraga spp.). Symptome des Befalls durch den Pilz sind verstärkter Wuchs und hypertrophische Pflanzengallen an den Trieben der Wirtspflanze. Das Verbreitungsgebiet der Art umfasst ein holarktisches Areal in alpinen und arktischen Regionen.

## Merkmale

### Makroskopische Merkmale
Arcticomyces warmingii ist mit bloßem Auge nicht zu erkennen. Symptome des Befalls sind hypertrophische, Pflanzengallen an befallenen Trieben, die zudem verstärkten Blatt- und Achsenwuchswuchs und bleichere Farben aufweisen.

### Mikroskopische Merkmale
Das Myzel von Arcticomyces warmingii wächst wie bei allen Nacktbasidien interzellulär und bildet Saugfäden, die in das Speichergewebe des Wirtes wachsen. Der Pilz besitzt eine monomitische Hyphenstruktur aus rein generativen Hyphen ohne Schnallen. Die zweisporigen, 30–60 × 3–6 µm großen Basidien sind an der Basis einfach septiert. Sie wachsen direkt aus der Wirtsepidermis. Die Sporen sind hyalin, zylindrisch, dünnwandig und 10–15 × 2–3 µm groß. Reif haben sie ein Septum. Die Konidien der Art sind 6–12 × 1 µm groß und zylindrisch bis fadenförmig.

## Verbreitung
Das bekannte Verbreitungsgebiet von Arcticomyces warmingii umfasst die arktischen und alpinen Regionen Europas und Nordamerikas.

## Ökologie
Die Wirtspflanzen von Arcticomyces warmingii sind Saxifraga aizoides, Saxifraga aizoon, Saxifraga aspera, Saxifraga bryoides und Saxifraga oppositifolia. Der Pilz ernährt sich von den im Speichergewebe der Pflanzen vorhandenen Nährstoffen, seine Basidien brechen später durch die Blattoberfläche und setzen Sporen frei. Diese keimen, nachdem sie auf geeignetes Substrat gefallen sind, zu Konidien, aus denen sich dann neues Myzel entwickelt.
Exobasidium warmingii wird seinerseits von Cladosporium exobasidii var. verruculosum parasitiert.

## Systematik
Arcticomyces warmingii wurde erstmals 1888 von Rostrup beschrieben. Neben Exobasidium schinzianum war der Pilz einer der wenigen Arten, die nicht auf Heidekrautgewächsen, sondern auf Steinbrech parasitieren. Douglas Barton Osborne Savile stellte die Art aber in die monotypische Gattung Arcticomyces mit der Begründung, dass die Basidien aus stromaartigen Strukturen innerhalb des Wirtsgewebes hervorbrechen. Molekulare Analyse scheinen dies zu bestätigen.